# Социальный скоринг
Социальный скоринг — это вид скоринга, который оценивает клиента по его социальным характеристикам и прогнозирует его поведение с помощью анализа его присутствия в социальных сетях.
Используя такие данные, как пол, возраст, место проживания, должность, длительность работы в одном месте и т. д., им можно присвоить определённые веса. Далее каждого нового клиента на основании его анкеты относят к группе сильно или слабо соответствующей бизнесу. То есть, клиенту автоматически присваивается целочисленный ранг, указывающий степень доверия и внимания, которое ему следует оказывать со стороны данного бизнеса.
В частности, скоринг (от англ. scoring — подсчёт очков в игре) — модель классификации клиентской базы на отличные друг от друга группы — при условиях, когда неизвестна характеристика, разделяющая эти группы, но известны иные факторы, связанные с интересующей характеристикой. В основе скоринговых систем лежит предположение, что люди со схожими социальными показателями ведут себя одинаково. Априорно принимая такой постулат, можно строить различные статистические модели, весьма полезные при ведении любого бизнеса.
По большому счёту, социальный скоринг основывается на использовании технологии big data.
Термин «социальный скоринг» можно считать применимым к данному явлению, так как он используется в мировой прессе и бизнесе (social scoring). К примеру, американская компания Big Data Scoring более 30 лет использует соцскоринг в кредитной сфере. В последние 4-5 лет термин набирает популярность и в России. В качестве разъяснения в российских изданиях и документах есть ссылки на научную статью в журнале КубГАУ.
В меньшей степени соцскоринг используется (однако считается перспективным) маркетологами, специалистами по поиску кадров («хэдхантерами», HR-менеджерами) и судебными приставами.
Применяется в деятельности коллекторских и детективных агентств (поиск неконтактных должников в социальных сетях, сбор данных, досье, выяснение взаимосвязей).
Также идеи социального скоринга были развиты и широко используются компанией Klout. Используя данные из социальных сетей, формируется «Klout Score». Чем выше у пользователя социальный скоринг, тем более влиятельным он считается.
Многие американские компании строят свой бизнес на данных социального скоринга Klout.
The Palms Hotel в Лас-Вегасе предоставляет льготы для своих гостей в зависимости от их скоринга Klout. А Virgin Airlines предлагает бесплатные билеты на своих новых рейсах клиентам с высоким социальным скорингом.

## Проблема и задачи
В основном данный вид скоринга рассматривается как экспериментальный с перспективой массового применения. В мире — в основном, в развитых странах — социальный скоринг развит значительно больше, нежели в РФ. Однако отдельные случаи применения в свидетельствуют о запросе на данную технологию в нашей стране.
Сегодня даже самые мощные кредитно-скоринговые системы не дают абсолютный эффект потребительском кредитовании и нуждаются в доработке. Основная причина — недостаток и порой невысокая достоверность нужных данных.
В основном информация собирается с помощью традиционных источников: анкет-заявлений, бюро кредитных историй (БКИ), справочников служб безопасности и других внутренних и внешних списков. Однако данные, полученные со слов клиента, не всегда полностью соответствуют правде, а информации из других источников (БКИ и пр.) бывает недостаточно.
По статистике издания «Банкир.ру», 76 % россиян уже имеют кредитную историю, с помощью которой кредитная организация может сделать выводы об ответственности заёмщика. Однако этой информации, как упоминалось выше, может быть недостаточно для уверенного решения по клиенту, кроме того — остаётся большой сегмент «неохваченных».
Кредитный рынок нуждается в новых источниках информации и способах её сбора и извлечения. Таким источником персональной информации в мировых масштабах могут стать социальные сети. Количество информации в них ежегодно высокими темпами; объёмы доступных данных о людях вырастет более чем на 800 % в течение следующих 5 лет. 90 % доступной информации было произведено за последние два года. Показатели только за 2013 год: 2,8 зетабайтов персональной информации.
Анализ страниц клиентов в соцсети способствует определению заёмщика в одну из категорий качества для более оперативной и удобной работы с аудиторией. Считается, что люди со схожими социально-демографическими характеристиками, привычками, статусом, стилем жизни, социальными ролями обладают схожим поведением

## Механизм кредитного скоринга через социальные сети
Если ряду социальных характеристик клиента (Пол, Возраст, Место проживания, Должность, Длительность работы в одном месте и т. д.) присвоить определённые «баллы», то нового клиента можно на основе анкеты или других соответствующих задаче данных отнести к группе сильно или слабо соответствующих цели конкретного бизнеса. Клиенту автоматически присваивается определённый ранг, расшифровывающийся как степень доверия и внимания, например.
Потенциальный заёмщик должен зарегистрироваться на сайте кредитной компании либо каком-то специализированном сайте. Регистрация для удобства может осуществляться через аккаунт. В России наиболее актуальны три самых массовых социальных сети: «ВКонтакте», «Одноклассники», Facebook.
Это необходимо для того, чтобы клиент лично разрешил доступ к данным его страницы. Посредством специального приложения через профиль пользователя система оценки платёжеспособности клиента обрабатывает и анализирует информацию о поведении человека в соцсети, о его друзьях, гаджетах, любимых фильмах, музыке, даже часто посещаемых группах, сайтах и местах .
Поскольку социальный скоринг осуществляется в режиме онлайн, заёмщик должен подать заявку на кредит через Интернет. Он может сделать это даже со смартфона.
Программное обеспечение для социального скоринга получает данные из социальной сети через её API. Поскольку социальные сети — веб-приложения, отличающиеся друг от друга по структуре и многим другим характеристикам, то наиболее целесообразно применение индивидуальной модели соцскоринга для каждой конкретной соцсети.
ла статистические методы обработки данных и соответствующий им математический аппарат.

## Практическое и социальное значение социального скоринга
Мировой опыт

«за рубежом уже достаточно давно развита оценка платёжеспособности клиентов посредством анализа активности пользователей в социальных сетях»
Существуют и успешно работают компании, которые кредитуют людей, используя информацию только из социальных сетей и не встречаясь с заёмщиками «вживую». Это компании Kreditech (облачный сервис по предоставлению автоматического скоринга клиента на основании расширенной big data, получивший 4 млн долл. инвестиций от Bloomberg Capital), LendUp, Wonga.
С помощью проекта Lenddo.com (Филиппины и Колумбия) можно взять кредит именно по профилю в социальных сетях. Средний заём, который можно получить, предъявив вместо паспорта соцсетевой аккаунт — $400 (Филиппины) и $800 (Колумбия). Однако придётся приложить ряд других усилий: заполнить заявку на сайте, загрузить фотографию и дать ссылки на имеющиеся профили в соцсетях (Facebook, Twitter, LinkedIn), а также пригласить друзей и родственников из социальных сетей, чтобы они взяли такой же кредит.
На российском рынке есть продукт Crediograph, представляющий собой модель социального скоринга в виде интернет-платформы. Планируется запустить его в продажу и массовое использование. В основе платформы лежит самообучаемый алгоритм оценки кредитоспособности человека, который сейчас способен оценивать страницы в Facebook, Linkedin, Вконтакте Foursquare.
Для того, чтобы проверить адекватность модели, разработчики получили от банков-партнёров небольшую базу данных с дефолтами, и модель показала себя хорошо.
В России полноценное использование социального скоринга в работе кредитной компании на данный момент есть у микрофинансовой организации (МФО) MILI. Компания позиционирует себя как практикующая социальный скоринг с помощью разработанного специально для своей деятельности продукта с собственным алгоритмом. Модель попутно дорабатывается в соответствии с результатами практики. Обязательным условием сотрудничества с кредитной организацией является наличие профайла в конкретных соцсетях. Также компания запатентовала право забирать себе управление личными страницами дефолтных клиентов . Эти условия свидетельствуют о переходе микрокредитования в социальные сети (так как они являются в данном случае необходимым слагаемым).
Социальный скоринг не первый год рассматривают такие крупные кредитные учреждения, как Альфа-банк, Хоум Кредит, ОТП Банк, Бинбанк, Уралсиб. В тестовом режиме используют некоторые сервисы онлайн-займов и стартапы, созданные специально для сбора различных данных для бизнеса. К анализу профилей в сетях банки прибегают, когда другие методы анализа не дают ожидаемого результата
 и
По данным Сбербанка РФ, большинство банков, проявляющих интерес к таким решениям, работает над ними самостоятельно «в исследовательском режиме».
В банке «Тинькофф Кредитные Системы» (ТКС) социальный скоринг начали применять, но в качестве эксперимента

В сфере поиска кадров есть данные, что 53 % HR-специалистов изучают социальные сети соискателей (география опроса — вся Россия, опрошено 1000 HR-специалистов), хотя это не является причиной отказа: лишь 0,8 % HR-специалистов отклоняли резюме на основе поведения кандидата в интернете.

Способы оценки и проверки
В научной статье «Социальный скоринг» исследователи Кубанского аграрного госуниверситета отмечают, что

«Сознательно или нет, пользователи предоставляют материал для оценки рисков, сообщая массу информации — начиная от смены семейного положения или работодателя и заканчивая сведениями о покупках или месте отдыха. Всё это отлично иллюстрирует возможную кредитоспособность человека»
Приложение социального скоринга, как правило, конфиденциально. Оценка ведётся по нескольким десяткам параметров: простых — количество друзей, количество постов в день, фотографий, даже музыкальные пристрастия и участие в пабликах. Имеет значение скорость роста контента в ленте клиента, все резкие и аномальные количественные отклонения в активностях. Проводится качественный анализ текста в ленте клиента, характеристик его окружения; имеют значение «чекины». или регистрация местоположения в новой сети и географически, что даёт понять, в каких местах бывает потенциальный клиент. К примеру, анализируется средний чек заведения, которое посетил заёмщик..
В Lenddo при анализе данных используется более 12 000 переменных: информация из социальных сетей, электронной почты, мобильных приложений. На их основе для каждого пользователя определяется кредитный рейтинг
Значимым критерием платёжеспособности потенциального заёмщика может служить, например, наличие свежих фото, сделанных на заграничных курортах — место съёмки можно автоматически определить по GPS-тэгу, который добавляют к снимку современные фотокамеры.

Председатель совета директоров ТКС Банка Олег Тиньков в интервью «РБК»: «Скоринг в соцсетях — одна из составляющих в оценке заёмщиков, — сообщил в интервью РБК — Изучаем, с кем дружит клиент, на что подписан, как давно создан аккаунт. Например, мы смотрим e-mail пользователя: чем длиннее адрес, тем выше кредитный риск. Если адрес короткий, значит, он создан потенциальным заёмщиком давно, возможно, ещё в студенческие годы, и не менялся последние лет десять». 
Эксперты отмечают у соцсетей определённую специализацию. Например, наиболее обеспеченные жители столицы и крупных городов имеют профили в «Фейсбуке». Сеть «ВКонтакте» больше популярна в Санкт-Петербурге и регионах. «Одноклассники» также больше используются в регионах и людьми старшего поколения.
Соцскоринг использует и принцип «скажи, кто твой друг…»: считается, что, чем выше образование друзей пользователя, тем лучше для его кредитного рейтинга в соцскоринге. Дефолты френдов тоже могут стать поводом для недоверия к вам.

Вторая категория неплательщиков — мошенники. Социальные сети хорошо определяют эту категорию, потому что вы, сами того не подозревая, даёте доступ к информации о ваших друзьях, окружении. Мы видим все лайки, все комментарии, анализируем их и делаем выводы. Упрощая, можно объяснить так: если вы не выплатили кредит, рейтинг вашей подруги Маши в наших глазах понизится. Скорее всего, она денег не получит. С другой стороны, если и вы, и Маша погасили задолженность в срок, ваша третья подруга с большой долей вероятности сможет взять у нас кредит.

Когда люди слишком много времени тратят на развлечения в соцсети — это тоже вызывает сомнения в кредитоспособности: социальные сети служат для утоления эмоционального голода, удовлетворения потребности в реализации того, чего в реальной жизни не хватает. Считается, что в большинстве случаев у по-настоящему успешных людей профиль в соцсетях «либо заполнен очень скупо и посещается редко, либо вообще отсутствует»..
Наибольшее доверие вызывают те, кто использует ресурсы умеренно: например, проверяет ленту новостей один раз в день.
При этом «портрет» соцсети может меняться: например, ранее «ВКонтакте» носила ярлык «площадки для школьников»; сегодня многие школьники выросли и стали платёжеспособными членами общества, к тому же сама сеть стала более популярной и привлекла людей других поколений.

Другой плюс социального скоринга — анализ поведения в соцсети даёт возможность оценить клиента в течение продолжительного времени, без учёта его намерений на момент заявки на кредит.
К тому же заёмщики, свободно разрешающие доступ к личному профайлу, оказываются (в ходе эксперимента и в ходе имеющейся практики) «более ответственными и платёжеспособными».
Похожие механизмы работают и в поиске кадров. Для «хэдхантера» аватарки и «степень раздетости» в соцсетях — критерий для оценки личности кандидата
Оценка в HR-сфере характеризуется следующими особенностями:
- толковые комментарии меняют мнение в лучшую сторону — 46 % респондентов
- важно, состоит ли кандидат в специализированных группах — 67 % опрошенных
- важно, репостит ли статьи на профессиональные темы — 54 %
- важна профессиональная этика: выплёскивает ли кандидат негатив по поводу коллег, начальства, компании на публику

Настораживает:
- мат в социальных сетях — 41 %
- грамматические ошибки — 8 %
- пессимистические статусы — 12 %

Для многих профессий важно количество и качество френдов: HR-специалисты просят соискателей в сфере журналистики, PR и продаж ссылки на их аккаунты, чтобы оценить базу потенциальных контактов.

## Критика
Самые большие риски, связанные с использованием социального скоринга, наблюдаются в сфере кредитования. Несмотря на то, что многие представители банков и других кредитных организаций считают инновацию перспективной, эксперты пока что оценивают уровень рисков при использовании такого вида оценки как неоправданно высокий.
Ряд российских аналитиков настроен скептически по отношению к кредитно-социальной модели скоринга: они указывают на серьёзные минусы.
- Огромное количество недостоверной информации

Данные, содержащиеся в соцсети, могут быть не совсем правдивыми; они сложно проверяемы.

Издание «Банкир.ру»:

«Социальные сети — это маска, которая не отображает истинного лица человека… потенциальный клиент может завести неограниченное число аккаунтов под разными именами»
- Недостаточность информации

«Сегодня социальные сети ещё не интегрированы в нашу жизнь столь плотно, чтобы содержать достаточно достоверной информации для адекватной оценки кредитоспособности. Большинство россиян помимо имени сейчас ничего не указывают. И даже если человек указал подробные данные о себе, это не значит, что все они окажутся достоверными»
- Высокая вероятность мошеннических действий

«… мошенники могут не только создавать „идеальных“ заёмщиков путём подбора оптимального профиля пользователя, но и похищать аккаунты реальных пользователей, которые имеют хороший набор данных на своей странице в социальной сети»
Альтернативное мнение: «Соцсети также могут быть пригодиться и с точки зрения защиты от мошенничества. Например, с их помощью можно установить, есть ли связь между банковским работником, выдавшим кредит, и должником по этому займу.»
- Психологические аспекты

Эксперты указывают и на психологический аспект: если не учесть всё множество вариаций, то данные скоринга могут существенно искажаться.
По критическим оценкам, данные слишком сложны для автоматизированного анализа:
К тому же, поскольку информация из соцсетей не проходит сколько-нибудь серьёзной верификации, то она может даже дезориентировать сотрудников банка.

«Например, активное участие женщины в сообществах о материнстве и уходе за ребёнком может свидетельствовать о том, что в настоящее время она находится в декретном отпуске и неплатёжеспособна. К аналогичному выводу можно прийти, обнаружив подписку на группы по поиску работы. Участие в экстремистских сообществах также нежелательно — в этом случае заёмщик может внезапно попасть в места не столь отдалённые и лишиться дохода»
Также аналитиков и экспертов смущает обеспечение репрезентативности выборки для обучения модели и её тестирования. Высока вероятность не просто «недобора информации» или недостоверности, но и прямого искажения фактов и потери из фокуса внимания именно целевой аудитории. Помимо экономических рисков, это также может повлиять на лояльность клиентов

«В случае, если один из параметров недоступен, то возникает риск того, что модель окажется „переобученной“ и будет выдавать „подтасованные“ результаты»
Вопросы вызывает и специфика трактовки информации в соцсетях. Пока не будет набрано достаточной статистики, говорить об этом преждевременно.

«Модели и алгоритмы нужно тщательно настраивать под целевую аудиторию конкретного банка. В противном случае для банка могут добавиться имиджевые риски — массовый отказ заёмщикам из традиционно целевого сегмента для банка может негативно повлиять на отношение клиентов к этому банку»
Некоторые эксперты социальным сетям доверяют и считают, что они способны показать объективный портрет потенциального заёмщика по положительным характеристикам. Особенно это касается Linkedin и Foursquare. В социальных сетях люди зачастую больше заботятся об имидже, чем в реальной жизни: охотно отмечаются в престижных ресторанах, магазинах, салонах красоты.
Так же есть мнение, что поведенческий скоринг говорит о клиенте лучше, чем его паспорт. Однако он акцентирует внимание на том, что объектом внимания должны быть не только социальные сети. Нужен комплексный анализ активности клиента в Интернете в целом.

«какие порталы посещает, какие онлайн-покупки совершает и за какие суммы. Это повысит эффективность скоринга и позволит предлагать клиенту наиболее подходящие для него продукты»
В мире существует множество компаний, занимающихся Social Media Data Mining для определения потребителей продуктов и услуг в соцсетях. Оценивается,

 «как часто пользователь заходит в соцсеть из разных мест (путешествует), каким мобильным устройством пользуется, какие действия совершает внутри сети, какие делает покупки и т. д. … наиболее интересна именно эта, неявная часть и история изменений. Иначе банки очень быстро столкнутся с фродом: заёмщики будут писать себе красивые должности, репостить умные мысли великих финансистов и добавлять по тысяче друзей, прежде чем отправить заявку». 

## Пути решения проблем: комплексный подход
Пока социальный скоринг не может использоваться как альтернативная кредитная история клиента и быть решающим для одобрения кредита. Однако большинство исследователей-учёных, экспертов и практиков сходятся в следующих выводах:
- Социальный скоринг — дополнительный инструмент, «дорисовывающий» портрет заёмщика
- Решение — комплексный подход: использование традиционных способов оценки и источников вместе с инновационными моделями социального скоринга. Таким образом, социальный скоринг не только не повысит кредитные риски, но и существенно их снизит
- Благодаря автоматизации социальный скоринг может заметно ускорять процесс кредитования.

Цель подобных продуктов — не заменить привычные классические скоринговые модели, а лишь дополнить их работу
Разработчики скоринговых моделей работают над разными сторонами одного из основных минусов социального скоринга — «психологического аспекта». Модель скорингового алгоритма должна постоянно модернизироваться с учётом изменений в обществе, а также особенностей времени и географии. К примеру, приложение учитывает местонахождение пользователя. К примеру, вкусы среднестатистического столичного жителя и жителя Владивостока, как правило, различаются: то, что в Москве может говорить о ненадёжности потенциального заёмщика, в другом регионе может быть «безобидным фактором».

## Перспективы
Существуют проверенные, зарекомендовавшие себя эффективные методы по определению дефолтности клиента, которые для банков более надёжны.
Соцскоринговые решения больше подходят микрофинансовым организациям. Автоматизация процесса и возможность обработки большого количества данных позволяет МФО сохранять одно из главных конкурентных преимуществ перед банками — скорость одобрения займа..
Это подтверждает практика: на данный момент наиболее успешное использование соцскоринга в России как раз наблюдается в сфере МФО. Обусловлено следующими факторами:
- небольшие суммы займов (микрозаймы — обычно до 21-30 тысяч рублей максимум)
- в систему займов изначально включены высокие риски: отсутствие поручителей, залогов, справок, собеседований и т. д. (сниженные требования к заёмщику ради скорости и упрощения процесса решения по микрозайму)[5]
- одной из компенсаций считается повышенная процентная ставка при коротком сроке займа (обычно до месяца)[23]

Механизм системы усовершенствовал оперативность предоставления микрозайма, сохранив плюсы обычного микрокредитования.
В начале августа 2015 года крупнейшая социальная сеть Facebook запатентовала систему, которая позволит определять платёжеспособность заёмщика на основе списка его друзей
Председатель правления «Тинькофф Банк» заявил в прессе о готовности компании приобрести этот продукт
7 сентября 2015 года Национальное бюро кредитных историй (НБКИ) и компания Double Data объявили о том, что «начинают предоставлять кредиторам два новых сервиса для снижения рисков при кредитовании физических лиц — на основе данных о заёмщиках из социальных сетей. Новые сервисы построены на основе big data-технологий Double Data и базируются на общедоступных источниках информации — социальных сетях».
Компания Double Data выступает как разработчик решений, НБКИ предоставляет техническую платформу, канал сервиса и обеспечивает операционную поддержку.